# Episodi di Ellen (quinta stagione)
La quinta stagione della sitcom Ellen è stata trasmessa in prima visione negli Stati Uniti d'America da ABC dal 24 settembre 1997 al 22 luglio 1998.
In Italia è stata trasmessa in prima visione da Rai 2 nel 2000.
| nº | Titolo originale                 | Titolo italiano              | Prima TV USA      | Prima TV Italia |
| -- | -------------------------------- | ---------------------------- | ----------------- | --------------- |
| 1  | Guys or Dolls                    | Bulli e pupe                 | 24 settembre 1997 |                 |
| 2  | Social Climber                   | La scalata                   |                   |                 |
| 3  | Roomates                         | Coinquiline                  |                   |                 |
| 4  | Gay Yellow Pages                 | L'idraulico                  |                   |                 |
| 5  | Just Coffee                      | Solo un caffè                |                   |                 |
| 6  | G.I. Ellen                       |                              |                   |                 |
| 7  | Public Display of Affection      | Argomenti scabrosi           |                   | 27 agosto 2001  |
| 8  | Emma                             | Emma                         |                   |                 |
| 9  | Like a Virgin                    | La scelta                    |                   |                 |
| 10 | All Ellen, All the Time          | Un nuovo lavoro              |                   |                 |
| 11 | Break Up                         | Separazione                  |                   |                 |
| 12 | Womyn Fest                       | Il festival delle donne      |                   |                 |
| 13 | The Funeral                      | Il funerale                  |                   |                 |
| 14 | Escape from L.A.                 | Fuga da Los Angeles          |                   |                 |
| 15 | Ellen in Focus                   | Il gruppo Focus              |                   |                 |
| 16 | Neighbors                        | Vicini                       |                   |                 |
| 17 | It's a Gay, Gay, Gay, Gay World! | Tutta colpa della bomboletta |                   |                 |
| 18 | Hospital                         | In ospedale                  |                   |                 |
| 19 | Ellen: A Hollywood Tribute (1)   |                              |                   |                 |
| 20 | Ellen: A Hollywood Tribute (2)   |                              |                   |                 |
| 21 | When Ellen Talks, People Listen  |                              |                   |                 |
| 22 | Vows                             | Matrimonio bis               | 22 luglio 1998    |                 |